# Teatao Teannaki
Teatao Teannaki (1936 - 11 de outubro de 2016) foi um político do Kiribati que serviu como presidente de 1991 a 1994.
Ele foi eleito pela primeira vez para representar Abaiang na Câmara da Assembleia das Ilhas Kiribati.
Teatao Teannaki, Ministro de Estado no governo anterior do Ministro-Chefe Naboua Ratieta , tornou - se Ministro da Educação, Treinamento e Cultura em março de 1978. Na independência em 12 de julho de 1979, Tabai nomeou Teannaki imediatamente como Vice-presidente. Ele atuou como vice-presidente sob os três mandatos de Sir Ieremia Tabai. Ele também foi Ministro do Interior em 1987 e Ministro das Finanças de 1987 a 1991.
Substituindo Babera Kirata , repentinamente morto antes das eleições gerais, ele foi eleito por pouco para substituir Tabai como o presidente de Kiribati em nome do Partido Nacional-Progressista de Kiribati de 8 de julho de 1991 até 1 de outubro de 1994. Diz-se que Tabai continuou a exercer atividades políticas influência no governo de Kiribati durante o mandato de Teannaki. Teannaki também atuou como Ministro das Relações Exteriores no início de 1992.
Foi sucedido por Teburoro Tito após derrota nas eleições de setembro de 1994.
Teannaki estava no comando do Partido Nacional-Progressista em julho de 2015. Teannaki morreu durante uma reunião política após um ataque cardíaco em 11 de outubro de 2016. aos 80 anos de idade.